# Unirally
Unirally (ou Uniracers aux États-Unis) est un jeu vidéo de course de monocycle développé par DMA Design et édité par Nintendo sur Super Nintendo en 1994. Bien qu'étant un jeu Nintendo, Unirally n'a jamais connu de sortie au Japon.

## Système de jeu
Le joueur dirige un monocycle (sans personne pour le diriger) et effectue des courses ou épreuves diverses. Pour se déplacer il suffit de presser la direction correspondante sur la croix directionnelle : un bouton permet de sauter, deux autres de faire des rotations sur les axes X et Y, et les boutons L et R permettent de faire basculer le monocycle dans le sens des aiguilles d'une montre (avec R), ou le sens inverse.
Le but est de réaliser plusieurs rotations enchaînées lors des sauts, le combo ainsi effectué (si le monocycle retombe sur la roue) permet de prendre de la vitesse après avoir retouché le sol. Un type de rotation permet d'augmenter la vitesse de pointe, et un autre type de rotation de générer une accélération brusque.
Il est possible de jouer à deux joueurs simultanément, en écran splité.

## Développement
D'après Andrew Innes, ancien employé de DMA Design, le jeu a évolué à partir d'une démonstration technique de simulation de monocycle, chose inhabituelle dans l'industrie. D'après le designer de DMA Robbie Graham, l'intention initiale était d'en faire un jeu de plateforme, mais qui a finalement évolué en jeu de course. La précision de la modélisation du monocycle demandait tellement de mémoire graphique que le design a du être épuré au maximum pour compenser, donnant au jeu son apparence caractéristique. Pour pousser le réalisme du jeu, les développeurs se sont entraînés pendant le développement à conduire des monocycles dans le couloir de leur bureau afin de mieux en comprendre le fonctionnement.